# 비톨트 루토스와프스키

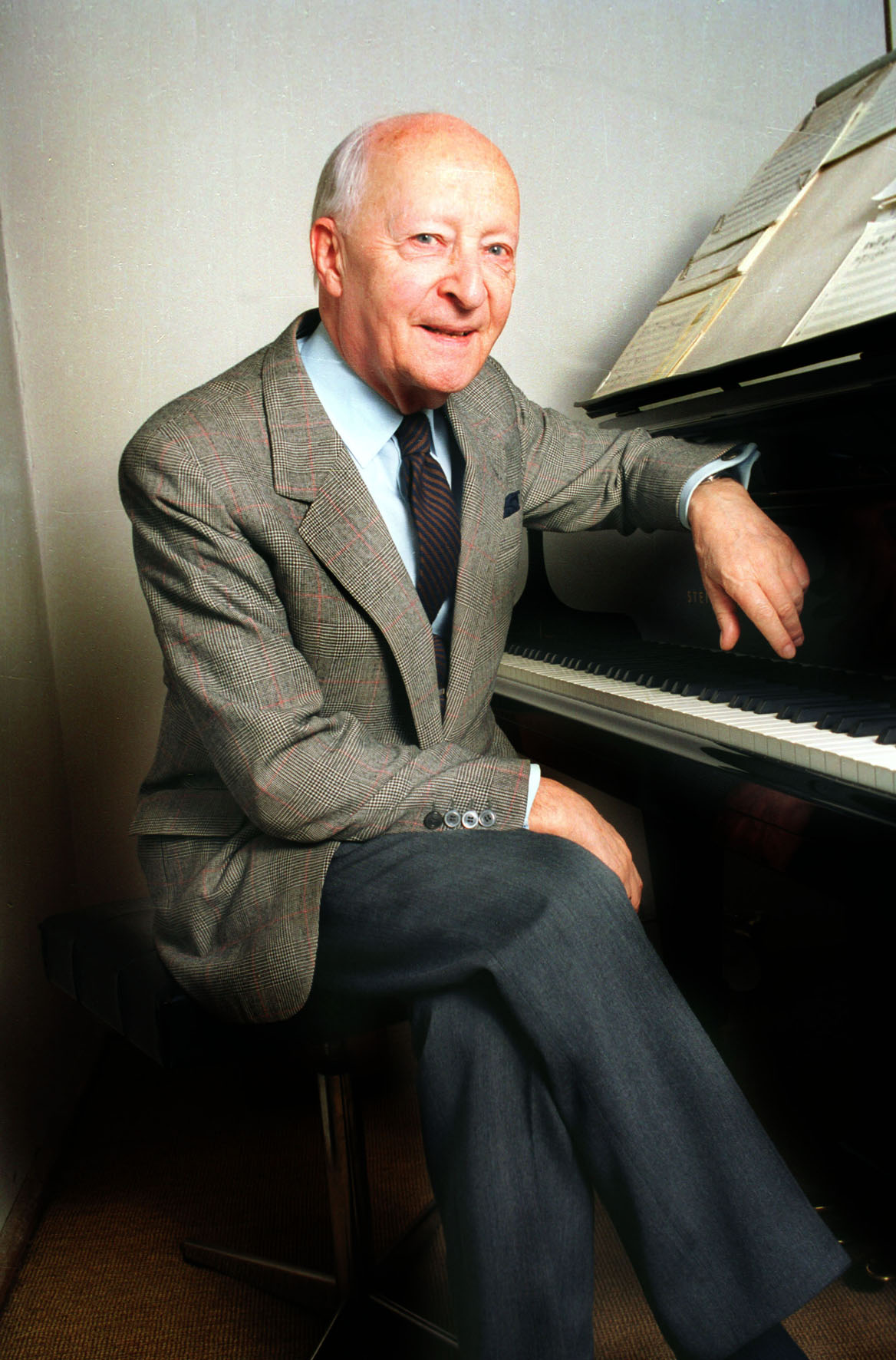
비톨트 루토스와프스키.

비톨트 로만 루토스와프스키(폴란드어: Witold Roman Lutosławski [Vitolt Lutoswafski], 1913년 1월 25일~1994년 2월 7일)는 폴란드의 작곡가로 20세기 유럽의 주요 작곡가 중 한 명이었으며, 특히 그의 후반기 30년간의 작품들은 그로 하여금 폴란드의 탁월한 작곡가로서 인정받도록 하였다.

## 생애

### 유년 시절
어린 시절, 폴란드의 수도인 바르샤바에서 피아노와 작곡을 공부했으며, 그의 초기 음악은 폴란드 민속 음악에 많은 영향을 받았다. 웅장하고 풍부한 분위기의 텍스처를 주로 사용하였는데, 특히 1950년대 후반에 들어서는 고유의 작곡 스타일을 발전 및 확립했다고 평가된다. 이 시기의 그의 음악은 음정 간격들이 작은 그룹들을 형성하고 그것들로부터 하모니를 구축하는 기법을 사용했다. 또한 그는 우연성 기법을 사용하여 파트 간의 리듬이 우연적 요소에 의해 결합하도록 했다. 그는 작곡가인 동시에 뛰어난 지휘자였으며, 4개의 교향곡과 오케스트라를 및 여러 가지 악기들을 위한 협주곡들을 작곡했다. 루토스와프스키는 폴란드 귀족인 부모로부터 태어났다.
그의 아버지인 유제프 루토스와프스키(Józef Lutosławski)는 폴란드 민족민주당(Polish National Democratic Party)의 당원으로서 활동했으며, 당주인 로만 드모프스키(Roman Dmowski)와의 친분이 두터웠다. 조제프는 루토스와프스키가 5살이 되던 해 사망했다. 아버지 사후에는 친척들이 루토스와프스키의 유년기에 중요한 영향을 미쳤다. 특히 그 중에 가장 큰 영향을 끼친 사람은 아버지의 이복동생이던 빈첸티 루토스와프스키(Wincenty Lutosławski)로, 철학자인 그는 문학적 분석 방법을 사용하여 플라톤의 저술을 연대별로 해석하는 일에 집중했다. 플라톤 철학은 루토스와프스키의 사유 방식에 큰 영향을 끼쳤는데, 특히 플라톤이 그의 저술에서 논증 방식으로 사용한 ‘변증법’은 루토스와프스키의 음악성에 지대한 영향을 미쳤다.
루토스와프스키는 3형제 중 막내로서 제1차 세계 대전이 발발하기 직전에 태어났다. 1915년, 독일제국의 군대가 러시아령 폴란드의 수도인 바르샤바에 들이닥쳤다. 루토스와프스키 일가는 아버지 유제프의 정치적 근거지였던 모스크바로 피난을 떠났다. 유제프와 드모프스키의 계획은 차르로 하여금 폴란드의 안전을 서면보장토록 하는 것이었으나, 볼셰비키 혁명군이 차르의 퇴임을 종용함에 따라 자연히 혁명군과의 분쟁에 휘말리게 되었고, 결국 유제프는 혁명군에 잡혀, 1918년 9월 처형되었다.
종전 후, 루토스와프스키 일가는 가문의 영토를 되찾기 위해 폴란드로 돌아왔으며, 6살이었던 루토스와프스키는 그때부터 바르샤바에서 피아노 레슨을 받기 시작했다. 카롤 시마노프스키의 세 번째 교향곡은 당시 어린 루토스와프스키에게 큰 감명을 주었다. 1926년 루토스와프스키는 바이올린 레슨을 받기 시작하였고, 마침내 1927년에는 시마노프스키가 교수로 재직하고 있던 바르샤바 음악원에 비정규 학생으로 입학하지만 학업 문제로 곧 음악원을 자퇴하였다. 1931년 그는 바르샤바 대학교에 수학 전공으로 등록했으나, 1년 뒤인 1932년에 정식으로 음악 학교에 작곡 전공으로 입학하였다. 그의 담당 교수는 비톨트 말리셰프스키(Witold Maliszewski)였는데, 그는 림스키코르사코프의 제자이자 오데사 음악원을 설립한 인물이다. 그에 따르면 루토스와프스키는 음악적 구조, 특히 소나타 형식의 동기에 탁월한 재능을 보였다고 한다. 1932년, 루토스와프스키는 작곡과 피아노에 집중하기 위해 바이올린 레슨을 중단했으며, 이듬해에는 수학 전공도 포기하였다. 1936년 피아노 학위를 수여받았으며, 1937년 작곡 학위를 수여받았다.

### 제2차 세계대전

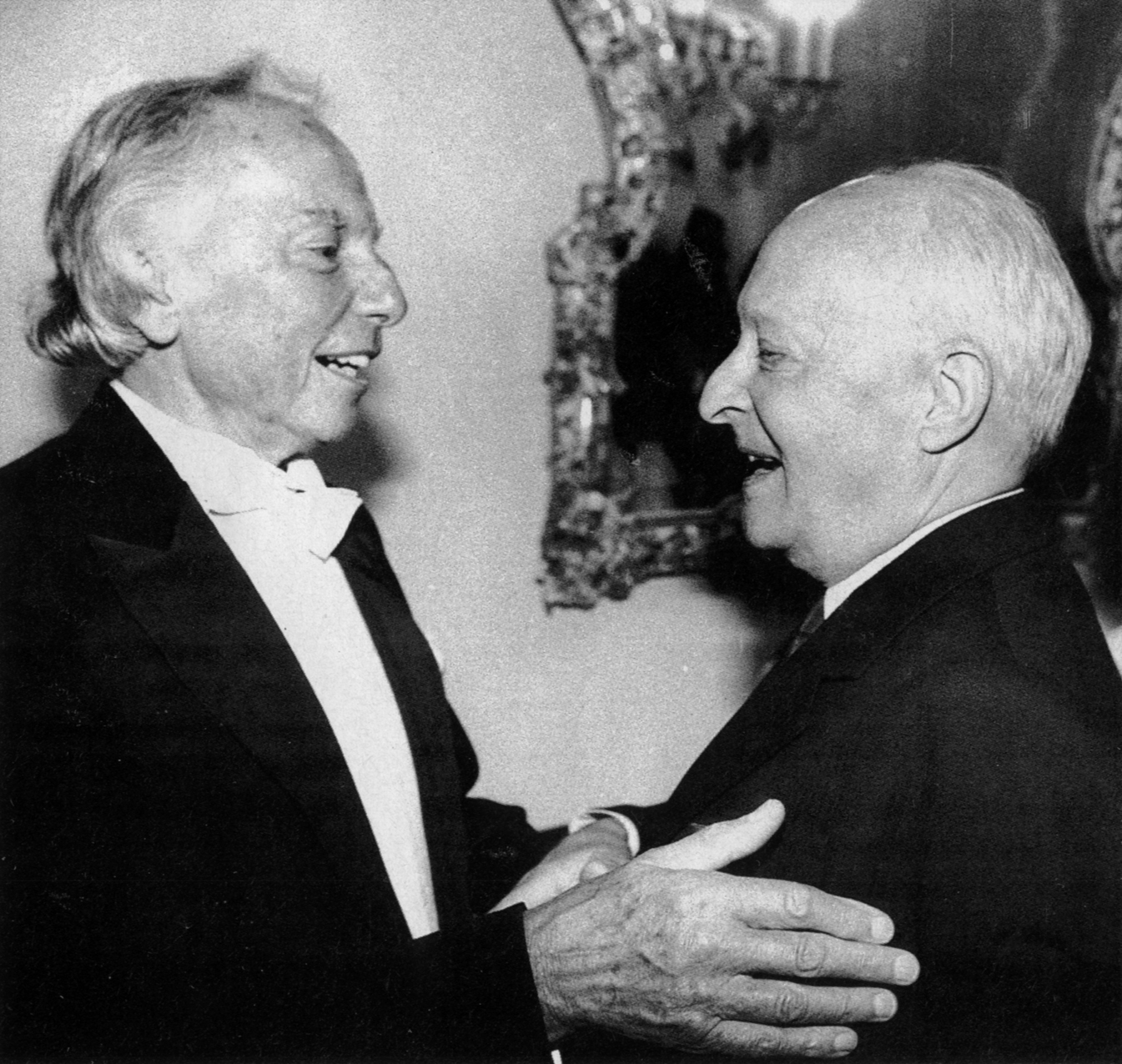
파누프니크를 환영하는 루토스와프스키 (1990년).

1939년 교향적 변주곡을 완성하였으며 지휘자인 그제고쉬 피텔베르크(Grzegorz Fitelberg)로부터 극찬을 받았다. 같은 해 9월, 그는 파리로 유학을 가려했으나 독일이 폴란드 서부를 침공하고 소련이 동부를 침공함으로써 좌절되었다.(폴란드 침공 항목 참조) 징집된 그는 전투 중 독일군에 잡혀 포로가 되었으나, 탈출하여 400km를 걸어 바르샤바로 돌아왔다. 그 후, 루토스와프스키는 생계를 위해 캬바레에서 일했으며, 동료 작곡가인 파누프니크(Andrzej Panufnik)와 함께 간간히 카페에서 피아노 듀오 연주도 도맡아 했다. 그들이 연주한 음악의 장르는 매우 폭 넓었는데, 파가니니의 음악을 그들만의 방식으로 편곡하여 연주하곤 했고, 당시 나치가 금지한 폴란드 민속 음악을 연주하고 저항 음악을 작곡하는 등 위험이 따르는 일까지 서슴없이 했다. 나치는 거의 모든 종류의 집회를 금지했기 때문에 당시 라이브 음악을 들을 수 있는 공간으로는 카페가 유일했고, 루토스와프스키가 일하던 카페에도 자연히 많은 사람들이 음악을 듣기 위해 몰려들었다. 그중에는 후에 그의 아내가 된 다누타(M. Danuta Boguslawska)도 있었다.
1944년, 바르샤바 봉기가 발생하기 며칠 전 루토스와프스키는 어머니와 함께 바르샤바를 떠났는데, 그때 그의 작품들 중 일부밖에 챙기지 못했고 결국 나머지 작품들은 봉기의 전투 도중에 소실되었다. 파누프니크와 함께 편곡한 약 200여 곡이 소실되었고, 오직 루토스와프스키의 “파가니니 변주곡(Paganini Variations)”만이 보존되었다. 그해 4월, 폴란드와 소련 간에 협약이 발효되자 그는 바르샤바로 돌아왔다.

### 전후

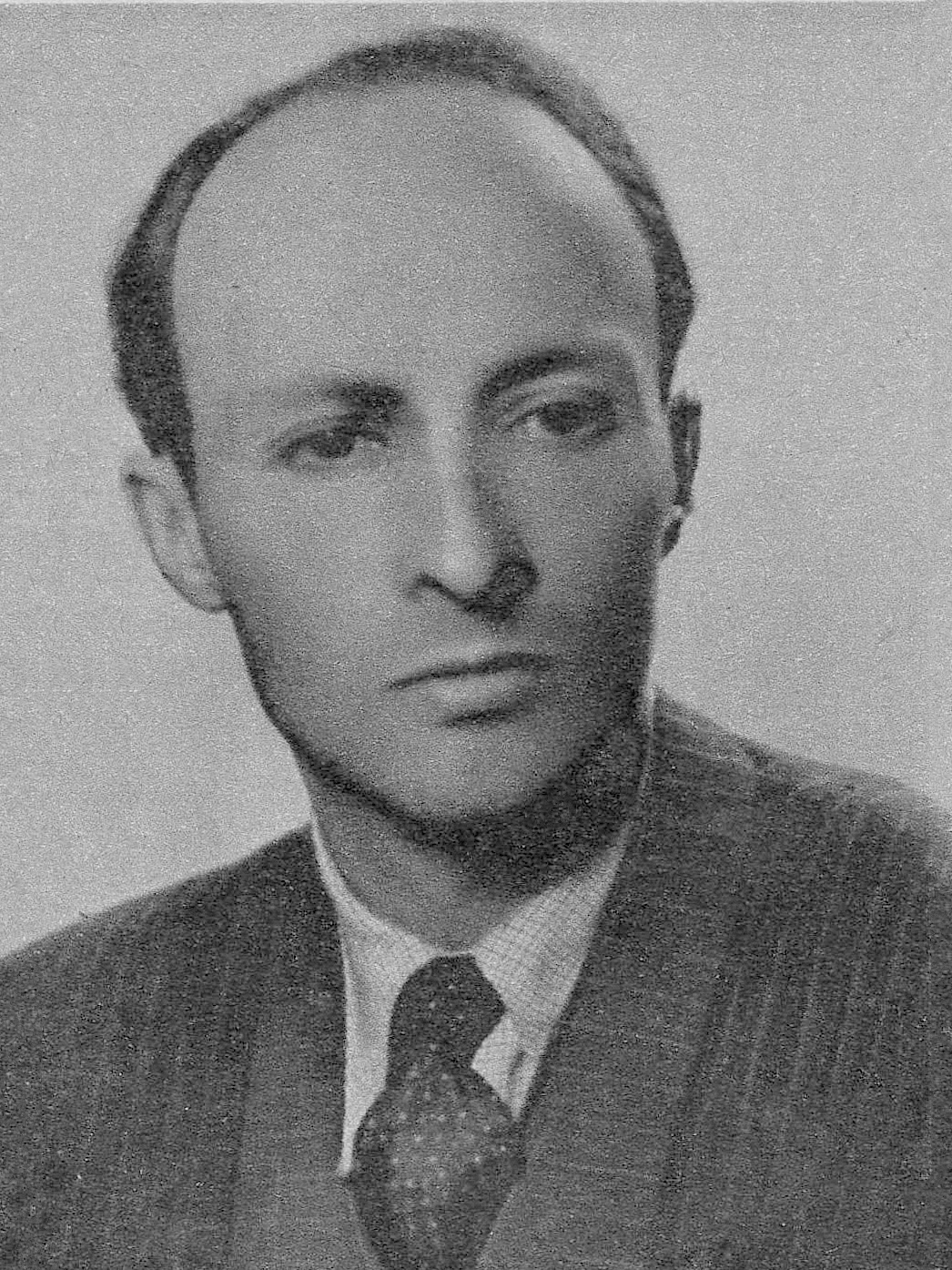
1946년 8월 16일의 모습

그 후, 그는 그의 첫 번째 교향곡을 작곡하는데 열중했다. 동시에 가족을 부양하기 위해 그 자신이 ‘실용적 음악’이라고 명명한 음악들을 작곡했는데, 그중 하나가 “바르샤바 모음곡”이다. 이는 전후 바르샤바의 재건을 그린 무성 영화를 위해 쓰여진 음악이다. 그 외 “폴란드 캐롤(Polish Carols)”, “피아노 소품곡(Piano Pieces)”, “민속적 멜로디(Melodie Ludowe)” 등을 작곡했다.
1945년, 루토스와프스키는 새로 조직된 ‘폴란드 작곡가 연맹(Związek Kompozytorów Polskich, 이하 ZKP)’의 서기관으로 당선되었고 이듬해에는 다누타와 결혼했다. 이들 부부는 사이가 좋았으며, 아내의 필사 실력은 수준급이어서 작곡가인 그에게 큰 도움이 되었을 뿐더러, 그의 후기 작품의 기보 문제를 해결하는 데 결정적인 역할을 하였다.
1947년, 스탈린주의의 정치적 분위기에 합세한 폴란드 통일노동자당은 사회적 사실주의를 채택했고, 당국은 현대 음악을 불순분자로 취급하여 배척하였다. 스탈린 본인으로부터 직접 예술에 대한 검열 지시가 떨어졌으며, 1948년에는 ‘즈다노프(Zhdanov) 칙령’을 통해 검열을 한층 강화하였다. 그 즈음, ZKP는 당국의 검열에 순응하는 음악가들이 득세하였고, 실망한 루토스와프스키는 위원직을 사임하였다. 그는 사회적 사실주의에 대해 극도로 반대하였다. 결국, 그의 첫 번째 교향곡은 형식주의라는 명목으로 소련 당국으로부터 금지당했으며, 그와 같은 상황은 그 후로도 지속되었다. 1954년 루토스와프스키의 친구인 파누프니크는 검열을 피해 영국으로 망명하였다. 이러한 환경에도 불구하고 루토스와프스키는 작품 활동을 즐겨했다. 그러나 1954년, 매우 유감스럽게도 그의 작품인 “아이들의 노래(Children’s song)”가 총리로부터 수상했다. 실망한 루토스와프스키는
| “ | 당국이 치켜세운 내 작업은 생계를 목적으로 작곡했던 곡들이었다. 나는 내가 단지 볼품 없는 곡들을 먹고 살기 위해서 써 왔다는 것 뿐만 아니라, 예술가로서의 창작 행위를 마치 외부인과 같은 태도로 계속해 왔다는 것을 깨달았다 | ” |

고 이야기했다.
“오케스트라를 위한 협주곡”은 그를 예술 음악에 있어 중요한 작곡가의 반열에 올려놓았다. 이 곡은 1950년 비톨트 로비츠키(Witold Rowicki)로부터 위촉된 것으로, 재결성된 바르샤바 필하모닉 오케스트라를 위한 곡이었다. 루토스와프스키는 이 작품으로 두 개의 상을 수상하였다.

### 완숙기
1953년, 스탈린의 사망은 러시아 및 근방의 문화적 전체주의가 다소 해소되는 결과를 낳았다. 1956년에는 음악에 대한 검열 분위기가 점차 해소됨에 따라 “바르샤바 가을 현대 음악제(Warsaw Autumn Festival of Contemporary Music)”가 개설되었다. 이 축제는 원래 2년에 한 번씩 열릴 예정이었으나 1958년부터는 매년 열리게 되었다. 1958년 그의 “애도의 음악(Muzyka zalobna)”이 초연되었는데, 원래 이 음악은 바르톡의 10주기를 헌정하기 위해 쓴 음악이었지만, 완성하는데 예정보다 4년이나 더 걸리게 되었다. 이 음악으로 하여금 그는 국내의 ZKP는 물론 유네스코로부터 수상하는 등 국제적으로 인정을 받았다. 이 곡과 “5개의 노래(Five songs)”는 그가 수년간 거쳐 연구하고 실험한 그만의 12음기법이 도입됨에 따라 화성법과 대위적 사유에 있어 의미있는 발전을 보여 주었다. 한편, 그는 작곡 기법에 있어 그만의 새로운 특징을 확립했다. 여러 파트에서의 무작위성이 정확히 동시에 발생하게 하는 수법으로 “베네치안 게임(Jeux vénitiens)”에서 처음으로 선보였다. 이 테크닉은 이후의 그의 모든 작품에서 사용되었고, 그만의 고유한 스타일로 녹아들게 되었다.

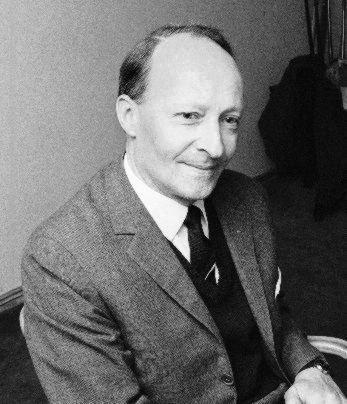
1965년 3월 10일, 핀란드 방문 중의 모습

1957년부터 1963년까지 그는 진지한 작품들은 물론, 동시에 가벼운 음악을 작곡하기도 했는데, 그럴 때에는 그의 필명인 '데르비드'(Derwid)를 사용했다. 대개 왈츠나 탱고와 같은 무곡들이었는데, 이러한 작품들을 루토스와프스키가 전시에 캬바레 음악으로 생계를 꾸린 것을 감안했을 때 그렇게 무리도 아니었다. 1963년, 루토스와프스키는 자그레브 음악 비엔날레(Music Biennale Zagreb)로부터 위촉받은 작품으로, 오케스트라와 합창단을 위한 “앙리 미쇼의 세 편의 시(Trois poèmes d'Henri Michaux)”를 작곡했다. 이 작품은 해외로부터 위촉받은 그의 첫 작품이었으며, 그의 국제적인 명성에 이바지하였다. 이 작품으로 그는 2등상을 수상했고, 체스터 뮤직(Chester Music)과 국제 출판을 계약하게 되었다. 1965년, 그의 현악 4중주가 스톡홀름에서 초연되었고, 같은 해 같은 장소에서 오케스트라적 연작 가곡인 “얽힌 단어들(Paroles tissées)”이 초연되었다. 이 곡은 테너 피터 피어스(Peter Pears)에게 헌정되었으며, 올드버러 음악제(Aldeburgh Festival)에서 작곡가 본인의 지휘로 초연되었다. 올드버러 음악제는 루토스와프스키의 절친한 친구인 벤자민 브리튼에 의해 설립되고 운영되는 연주회였다.
얼마 후, 루토스와프스키는 그의 두 번째 교향곡을 작곡하기 시작했다. 이 곡은 두 번에 거쳐 초연되었으며, 1966년 피에르 불레즈가 제2악장 ”Direct”를 지휘하였고, 이듬해 제1악장 “Hésitant”가 완성되자 작곡자 본인이 지휘하여 카토비체(Katowice)에서 곡 전체가 초연되었다. 루토스와프스키의 두 번째 교향곡은 그 구조와 혁신적인 기법에 있어서 전통적인 교향곡과는 매우 다른 모습을 보였지만, 교향곡이라는 이름에 걸맞게 거대한 스케일과 극적인 전개를 보여 주는데 소홀하지 않았다. 1968년 이 작품은 유네스코 산하의 IRC(International Rostrum of Composers)로부터 1등상을 수상하였다. 이는 그로서는 3번째 국제 수상으로, 그의 국제적인 명성은 날이 갈수록 더해졌다.

### 국제적 명성을 얻다
두 번째 교향곡과 “오케스트라를 위한 책(Livre pour Orchestre),” 그리고 첼로 협주곡은 루토스와프스키가 정신적인 고통을 겪던 기간에 작곡된 곡들이다. 1967년 그의 어머니가 사망했고, 1967년부터 1970년까지 폴란드는 엄청난 사회적 불안에 휩싸여 있었다. 루토스와프스키는 공산 정권을 지지하지 않았기 때문에, 그의 작품들은 정계로부터 적대적인 대우를 받았다. 루토스와프스키 본인은 그런 것에 개의치 않는다고 말했으나, 그의 창작 활동에 어느 정도 걸림돌로 작용한 것은 부인 할 수 없는 사실이었다. 그럼에도 불구하고 그가 작곡하고 로스트로포비치가 지휘한 첼로 협주곡은 대단히 큰 성공을 불러왔다. 1970년대 폴란드는 더 큰 격동에 휩싸였다. 1978년에 요한 바오로 2세가 교황으로 선출되어 세계적으로 중요한 자리에 올랐지만, 그 이후 폴란드에는 계엄령이 선포되는 등 불행한 시기가 찾아왔다. 루토스와프스키는 예술가들의 연대 보이콧 행위에 참여하여 1981년부터 1989년까지 프로로서의 대외활동을 자제하였다.

### 말년

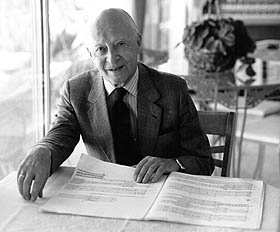
1993년의 모습

1980년대 중반 루토스와프스키는 “Łańcuch(Chain)”이라고 불리는 3편의 작품을 창작하였다. 이 제목은 서로 다른 다양한 음악적 구조가 체인의 연결고리처럼 중첩되어 진행되는 음악적 특성을 반영하는 것이었다. “Chain 2”는 안네 소피 무터를 위해 작곡되었으며, 파울 자허에 의해 위촉된 곡이다. 루토스와프스키는 안네 소피 무터를 위해 “바이올린과 피아노를 위한 파르티타(Partita for violin and piano)”에 새로운 간주를 포함하여 오케스트라로 재편곡한 바 있다. 1985년, 세 번째 교향곡은 루토스와프스키에게 루이빌 대학에서 제공하는 그라베마이어 상(Grawemeyer Prize)을 수상하는 영광을 안겨다주었다. 이 상은 작곡가에게 명예만을 선사 하는 것이 아니라, 당시 미화 $150,000에 달하는 매우 큰 상금마저 수여하였다. 애초에 이 상의 목적이 예술가로 하여금 경제적 걱정 없이 진지한 작품을 창작하는데 몰두하도록 돕는 것이기 때문이었다. 루토스와프스키는 사회 환원의 발로로 그 금액을 젊은 폴란드 음악가들의 해외 유학을 위한 장학기금으로 사용하겠다고 공언했다. 뿐만 아니라 작품 “Chain 3”로 인한 수임료마저 장학 기금에 보태서 사용하였다.
1990년대에 즈음하여 루토스와프스키는 네 번째 교향곡과 오케스트라적 연작 가곡 “소프라노를 위한 샹트플뢰와 샹트파블(Chantefleurs et chantefables for soprano)”을 작곡하는데 몰두했다. 후자의 경우 1991년 런던에서 초연되었으며, 네 번째 교향곡은 1993년 본인의 지휘로 초연되었다. 같은 해, 루토스와프스키는 폴라음악상을 받았다. 그 후로도 그는 미국, 영국, 핀란드, 독일, 캐나다, 일본 등지를 여행하고 바이올린 협주곡을 구상하는 등 바쁜 스케줄을 소화했다. 그러나 이듬해 초, 그는 암 판정을 받았고, 수술 후에 그는 극도로 쇠약해져 1994년 2월 7일 사망했다. 시신은 화장되었다. 사망 바로 전, 루토스와프스키는 폴란드의 최고 영예인 백색 독수리 훈장(Order of the White Eagle)을 수여 받았는데, 그는 공산주의가 무너진 이후의 폴란드에서 교황 요한 바오로 2세 이후로 두 번째 수상자였다. 루토스와프스키의 헌신적인 아내 다누타는 그의 죽음 얼마 후에 사망하였다.

## 참고 문헌
서적
- Będkowski, Stanisław; Hrabia, Stanisław (2001). 《Witold Lutosławski: A Bio-bibliography》. Santa Barbara: Greenwood Press. ISBN 978-0-313-25962-3.
- Bodman Rae, Charles (1999). 《The Music of Lutosławski, third edn.》. London: Omnibus Press. ISBN 978-0-7119-6910-0.
- Bodman Rae, Charles (2001). 〈Lutosławski, Witold〉. 《Grove Music Online》. Oxford, England: Oxford University Press. doi:10.1093/gmo/9781561592630.article.17226. ISBN 978-1-56159-263-0. 틀:Grove Music subscription
- Jacobson, Bernard (1996). 《A Polish Renaissance》. London: Phaidon. ISBN 978-0-7148-3251-7.
- Bohlman, Andrea F. (2018). 〈Lutosławski’s Political Refrains〉.   Jakelski, Lisa; Reyland, Nicholas. 《Lutosławski's Worlds》. Suffolk: Boydell & Brewer. 273–300쪽. ISBN 978-1-78327-198-6. JSTOR 10.7722/j.ctt1wx91nn.
- Lutosławski, Witold; Varga, Bálint András (1976). 《Lutosławski Profile: Witold Lutosławski in Conversation with Bálint András Varga》. London: Chester Music/Edition Wilhelm Hansen London Ltd.
- Nordwall, Ove, 편집. (1968). 《Lutosławski》. Stockholm: Edition Wilhelm Hansen.
- Panufnik, Andrzej (1987). 《Composing Myself》. London: Methuen. ISBN 978-0-413-58880-7.
- Stucky, Steven (1981). 《Lutosławski and His Music》. Cambridge: Cambridge University Press. ISBN 978-0-521-22799-5.

웹사이트
- Witold Lutosławski – Guide to Warsaw. NIFC 2013 free app with biography
- “Life: Awards”. The Witold Lutosławski Society. 2021년 12월 2일에 원본 문서에서 보존된 문서. 2022년 6월 2일에 확인함.